# Vòng loại Giải vô địch bóng đá thế giới 2014 (play-off liên lục địa)
Vòng loại giải vô địch bóng đá thế giới 2014 (play-off liên lục địa) là giai đoạn cuối cùng của Vòng loại Giải vô địch bóng đá thế giới 2014. Vòng này bao gồm 4 đội đến từ 4 liên đoàn bóng đá châu lục khác nhau, trong đó có 2 đội được giành quyền tham dự FIFA World Cup 2014.

## Thể thức
Tại Vòng loại Giải vô địch bóng đá thế giới 2014, có hai cặp đấu liên lục địa được tiến hành để xác định hai đội giành vé tham dự vòng chung kết tại Brasil. FIFA quyết định hai cặp play-off liên lục địa ở giải lần này sẽ diễn ra giữa:
- Đội hạng 5 AFC v Đội hạng 5 CONMEBOL
- Đội hạng 4 CONCACAF v Đội vô địch OFC

Lễ bốc thăm thứ tự 2 trận đấu đã được tổ chức vào ngày 30 tháng 7 năm 2011 tại Marina da Glória ở Rio de Janeiro (Brasil). Các trận đấu diễn ra theo thể thức sân nhà - sân khách. Đội thắng chung cuộc sẽ giành quyền tham dự FIFA World Cup 2014.

## Đội tham dự vòng play-off liên lục địa
| Liên đoàn | Vị trí                               | Đội         |
| --------- | ------------------------------------ | ----------- |
| AFC       | Thắng vòng 5 (play-off tranh hạng 5) | Jordan      |
| CONCACAF  | Đứng hạng 4 vòng 4                   | México      |
| CONMEBOL  | Đứng thứ 5 vòng loại                 | Uruguay     |
| OFC       | Vô địch vòng 3                       | New Zealand |

## Kết quả
Trận lượt đi diễn ra vào ngày 13 tháng 11 năm 2013 và trận lượt về diễn ra vào ngày 20 tháng 11 năm 2013.

### AFC v CONMEBOL
| Đội 1  | TTS | Đội 2   | Lượt đi | Lượt về |
| ------ | --- | ------- | ------- | ------- |
| Jordan | 0–5 | Uruguay | 0–5     | 0–0     |

#### Lượt đi
| Jordan | 0–5      | Uruguay                                                                  |
| ------ | -------- | ------------------------------------------------------------------------ |
|        | Chi tiết | M. Pereira 22' · Stuani 42' · Lodeiro 70' · Rodríguez 78' · Cavani 90+1' |

#### Lượt về
| Uruguay | 0–0      | Jordan |
| ------- | -------- | ------ |
|         | Chi tiết |        |

Uruguay thắng với tổng tỉ số 5–0 và giành quyền tham dự World Cup 2014.

### CONCACAF v OFC
| Đội 1  | TTS | Đội 2       | Lượt đi | Lượt về |
| ------ | --- | ----------- | ------- | ------- |
| México | 9–3 | New Zealand | 5–1     | 4–2     |

#### Lượt đi
| México                                                     | 5–1      | New Zealand |
| ---------------------------------------------------------- | -------- | ----------- |
| Aguilar 32' · Jiménez 40' · Peralta 48', 80' · Márquez 84' | Chi tiết | James 85'   |

#### Lượt về
| New Zealand                    | 2–4      | México                           |
| ------------------------------ | -------- | -------------------------------- |
| James 80' (ph.đ.) · Fallon 83' | Chi tiết | Peralta 14', 29', 33' · Peña 87' |

Mexico thắng với tổng tỉ số 9–3 và giành quyền tham dự World Cup 2014.

## Danh sách cầu thủ ghi bàn
5 bàn
- Oribe Peralta

2 bàn
- Chris James

1 bàn
| - Paul Aguilar - Raúl Jiménez - Rafael Márquez - Carlos Peña | - Rory Fallon - Maximiliano Pereira - Christian Stuani | - Nicolás Lodeiro - Cristian Rodríguez - Edinson Cavani |